# بلانس
بلانس (به اسپانیایی: Blanes) یک شهرستان در اسپانیا است که در استان خرنا واقع شده‌است.

## خصوصیات
بلانس ۱۷٫۶۸ کیلومترمربع مساحت و ۴۰٬۰۱۰ نفر جمعیت دارد و ۱۳ متر بالاتر از سطح دریا واقع شده‌است.